# Portokalli
Portokalli (albanska för orange) är en albansk komedi- och sketchshow som filmas inför livepublik i Tirana och sänds söndagskvällar på Top Channel. Sedan 2011 leds programmet av sångerskan Eneda Tarifa och Salsano Rrapi. Programmets format inkluderar stand-up, sketcher och livemusik vilket får programmet att likna NBC:s Saturday Night Live. Portokalli är känt för att göra humor av vardagsproblem genom bland annat satir. I programmet brukar man även parodiera ledande politiker och kändisar som Sali Berisha, Edi Rama, Hashim Thaçi med flera. Programmet har en utspridd målgrupp åldersmässigt och når många tittare. Programmet har blivit ett av de mest populära på Top Channel. Programmets namn kommer från den orangea färgen på trafikljus.
Programmet når nära 600 000 tittare i Albanien, och omkring hälften av det antalet i Kosovo. Totalt i den albanska diasporan når programmet ut till omkring 1 miljon tittare.

## Tidigare skådespelare
- Agron Llakaj (programledare mellan 2004 och 2011 känd för sina imitationer av Sali Berisha)
- Ermal Mamaqi
- Gentian Zenelaj och Julian Deda (gick över till Vizion Plus där de leder Apartamenti 2XL)
- Amarda Toska (programledare fram till 2011)
- Ervina Kotolloshi
- Elvis Pupa
- Ervin Bejleri